# Aimé Bouvier
Claude Marie Aimé Bouvier (* 29. März 1843 in Bourg-en-Bresse; † 22. Februar 1919 in Paris im 14. Arrondissement) war ein französischer Zoologe, Naturalienhändler und Forschungsreisender.

## Leben und Wirken
Sein Vater, der Anwalt Pierre Marie Ainé Bouvier (1815–1890), heiratete seine Mutter Pierette Anne Marie Hélène geb. Humbert (1825–1843) am 6. Juni 1842 in Bourg-en-Bresse. Aimé Bouvier heiratete am 20. März 1874 Berthe Lucie Bertrand (1851–1938) in Paris.
Schon als Kind scheint sich Bouvier für die Vogelwelt interessiert zu haben. Bereits 1851 soll er im Alter von 8 Jahren während eines Urlaubs in den Pyrenäen einen Mauerläufer (Tichodroma muraria) beobachtet haben. 1864 im zweiten Jahr seines Medizinstudiums veränderte er seine Karriereplanung. So bewarb er sich um eine Position als Zoologe bei der Kommission zur wissenschaftlichen Erforschung Mexikos, die das Ministerium für öffentliche Bildung ins Leben gerufen hatte. Da er keine Referenzen vorzuweisen hatte, berief er sich auf seinen Cousin Alfred Péney (1817–1861), der eine Expedition am Weißen Nil begleitet hatte. Da er zusätzlich wissenschaftliche und politische Empfehlungen vorlegte und außerdem vorschlug, unentgeltlich bis auf die entstehenden Spesen mitzureisen, wurde er als Hilfsräparator für Marie Firmin Bocourt und seinem Begleiter Louis Rousseau (1811–1874) engagiert. Die drei schifften sich am 8. Dezember 1864 über Martinique und Jamaika nach Veracruz ein. Von hier aus erkundeten sie Belize und Guatemala. In Befragungen der lokalen Sammler suchte er die lokalen Namen der Sammelobjekte zu erfahren, eine damals noch unübliche Praxis. Etwa zur Hälfte der Expedition bat Bouvier um Erlaubnis, alleine weiter reisen zu dürfen, da es Spannungen zwischen ihm und Bocourt gegeben hatte. In Wirklichkeit kehrte er im Februar 1866 aus gesundheitlichen Gründen früher als seine Gefährten zurück. Bei der Rückkehr ließ er sich als Besitzer von drei Sammelkisten aus Belize und Guatemala anerkennen sowie als Teilnehmer vorheriger Sendungen aus Jamaika und Belize. So konnte er Henri Milne Edwards eine sehr geschätzte Sammlung präsentieren, sowie eine Reihe von Landkarten und Büchern, die er der Kommission schenkte. Dies machte ihn in wissenschaftlichen Kreisen bekannt und ermöglichte ihm am 1. Februar 1867 die Aufnahme in die Société de Géographie und am 15. März 1867 in die Société zoologique impériale d’acclimatation.
Das Ministerium für öffentliche Bildung gewährte ihm anschließend eine Expedition zu den Kapverdischen Inseln. Diese führte er in zwei Etappen im Oktober 1867 bis Mai 1868 und von Februar 1869 bis Mai 1869 durch. Beide Etappen brach er aus gesundheitlichen Gründen ab, brachte jedoch Präparate von Insekten, Fischen und Mollusken, sowie Aufzeichnungen von Beobachtungen aller Art mit nach Hause. Er trat daraufhin der Société météorologique de France und am 13. Januar 1869 der Société entomologique de France bei. Gleichzeitig erfuhr er die Unterstützung von Paul Gervais, dem Professor für vergleichende Anatomie am Muséum national d’histoire naturelle. Nach und nach etablierte sich Bouvier in den Gelehrtengesellschaften. Seine akademischen Ambitionen scheint er aufgegeben zu haben und so erschien sein Name in den Mitgliederliste stets mit dem Zusatz naturaliste-voyageur (naturforschender Reisender). Er zog in die 85, Boulevard de Port-Royal in ein Atelier für Präparatoren, wo er mit Alfred-Antoine Marche (1844–1898), Louis Victor Joseph Petit (1856–1943) und seinem Halbbruder Henri Bouvier zusammen arbeitete. Von seinen Reisen hielt Bouvier einige Exponate zurück um diese selbst zu studieren. Seine Beteiligung am Deutsch-Französischen Krieg könnte der Grund dafür sein, dass er seine wissenschaftlichen Ambitionen fallen ließ. Er diente als Sanitäter in der zivilen Ambulanz. 
Später arbeitete er als Naturalienhändler und belieferte u. a. Émile Deyrolle (1838–1917). Es sieht so aus, dass Bouvier Europa nicht mehr verließ und stattdessen z. B. Marche und Petit auf Reisen schickte.
Marche wurde sogar bereits 1869 von Bouvier auf die Philippinen zum Sammeln geschickt. Im Zuge einer von Charles Victor Aubert Duparquet (1830–1888) und seinen Nachfolgern gegründeten Mission in Gabun schickte Bouvier seine naturkundlichen Korrespondenten zunächst in den Senegal, nach Gabun und dann an die Mündung des Kongo, nach Loango und Cabinda. Nachdem Marche im Januar 1872 im Senegal angekommen war, kehrte er im Juli nach Paris zurück. Bouvier finanzierte eine zweite Reise von 1872 bis 1874 von Marche gemeinsam mit Victor de Compiègne zum Flusslauf des Ogowe in Gabun.
Bouvier berichtete der Société de géographie immer wieder von den Etappen dieser Reise, die den Reisenden schließlich einen Zuschuss von 1500 Franc gewährte. Später rühmte er sich sogar selbst, dass durch seine Interventionen die Entscheidung, die französische Flagge an der Küste Gabuns zu entfernen, rückgängig gemacht wurde. Nach seiner Heirat mit Lucie Bertrand ließ er sich in der 55, quai des Grands-Augustins nieder. Hier lebte er, hatte aber auch sein Atelier und Lager dort. So erschien 1874 Catalogue des collections ornithologiques en vente chez A. Bouvier mit seinen zu verkaufenden Präparaten u. a. durch die Sammeltätigkeiten Marches. Der Katalog umfasste ca. 5000 Vogelarten. Bouvier engagierte sich daraufhin bei der 1873 neu gegründeten Société de géographie commerciale, die dabei war eine Ausstellung zum Internationalen Kongresses der Geographischen Wissenschaften vorbereitete. Bouvier diskutierte dort den industriellen Nutzen von eisenhaltigen Sanden auf den Kapverdischen Inseln. Als Marche und Compiègne nach Frankreich zurückkehrten wurden sie von der Société de géographie mit einer Silbermedaille ausgezeichnet. Sie präsentieren die Sammlungen, von denen Bouvier der alleinige Nutznießer vor. Die Sammlung enthielt 1200 Vogelbälge und 150 Säugetierpräparate.
Als am 8. Juni 1876 die Société zoologique de France in Bouviers Domizil gegründet wurde, wurde Jules Alfred Denis Vian (1815–1904) zum ersten Präsidenten, Félix Pierre Jousseaume und Daniel Giraud Elliot zu Vizepräsidenten sowie Bouvier zum Sekretär der Gesellschaft gewählt. Die erste Versammlung fand hier in der Quai des Grands-Augustins , 55 statt. Laut den ersten drei Bänden des Bulletin de la Société zoologique de France war auch hier der Sitz der Gesellschaft. Ab 1879 war die Gesellschaft dann in der 7. Rue des Grands-Augustins. Ab 1880 erscheint Bouvier auch nicht mehr in der Mitgliederliste der Gesellschaft. Stattdessen erklärte er in einem Brief wegen Ungereimtheiten in den Finanzen den Rücktritt aus der Gesellschaft. Mit Guide du naturaliste, revue bibliographique des sciences naturelles versuchte Bouvier 1879 eine eigene Zeitschrift herauszugeben, doch wurde diese bereits 1880 wieder eingestellt.
Louis Victor Joseph Petit (1856–1943) lernte Bouvier vermutlich durch dessen Vater Pierre Toussaint Petit (1817–1883) kennen, der dem Jungen das Handwerk der Taxidermie beigebracht hatte. Im Januar 1876 empfahl Bouvier Petit dem Pater Duparquet, der diesem ein Zimmer vermiete. Kurz nach Petit wurde auch Étienne Armand Marie Albert Lucan (1843–1907) ebenfalls von Bouvier zu Duparquet entsandt. Petit und Lucan sammelten fleißig für Bouvier. Später kam es zum Streit wischen Petit und Bouvier, da Bouvier die Lieferungen nicht mehr bezahlte. Laut Gerüchten soll Bouvier für die Expedition von Marche und Compiègne in eine finanzielle Schieflage geraten sein. In den Sitzungen des 1. April 1879 und dem 22. Juni 1880 wurde Bouvier verdächtigt, Gelder der Société zoologique de France veruntreut zu haben und wurde zum Rücktritt gedrängt. Die Affäre erschütterte Bouvier und trieb ihn in große finanzielle Schwierigkeiten. Auch mit seiner Frau und deren Familie schien er gebrochen zu haben und zog mit seiner Sammlung nach Bourg-en-Bresse. 1885 kehrte er nach Paris zurück. Es bot sich ihm eine neue Chance durch die Ausweitung des öffentlichen Bildungswesens. So gab er Lehrbücher für Grund-, Sekundar- und Hochschulen heraus und baute sich ein privates Museum auf. Zusätzlich agierte er als Kurator in einigen Museen. Doch wieder kam er in finanzielle Schwierigkeiten. Mehrere Jahre später investierte er in koloniale Betriebe. Eventuell hat er diese Investition durch den Verkauf seiner Sammlungen oder durch die Verpfändung derer gegenfinaziert.
Aimé Bouvier erhielt per Dekret vom 16. Juli 1899 eine Fläche von 13700 km² am linken Ufer des Léfini. Er wurde Mehrheitsaktionär der Compagnie industrielle et commerciale de la Léfini. Die Konzession der Gesellschaft wurde hauptsächlich für den Abbau von Elfenbein und Kautschuk genutzt.
Das Werk  L'Ornithologie française ou Histoire Naturelle générale et particulière des Oiseaux de France von Louis Pierre Vieillot brachte er in den Jahren 1874 und 1907 in zwei weiteren Auflagen heraus.

## Erstbeschreibungen durch Claude Marie Aimé Bouvier
Bouvier hat einige neue Namen in die Wissenschaft eingeführt. Dabei hat er oft auch mit anderen Autoren zusammen gearbeitet. Zu den neuen Gattungen und Unterarten gehören chronologisch u. a.:

## Arten
- Orangedrossel (Geokichla piaggiae (Bouvier, 1877))
- Papyrusrohrsänger (Acrocephalus rufescens (Sharpe & Bouvier, 1877))
- Kamerun-Potto (Perodicticus edwardsi Bouvier, 1879)

### Unterarten
- Erzschwalben-Unterart (Psalidoprocne pristoptera petiti Sharpe & Bouvier, 1876)

### Synonyme
- Cisticola landanae Bouvier, 1876 ein Synonym für den Rotscheitel-Zistensänger (Cisticola chiniana (Smith, A, 1843))
- Cypselus sharpii Bouvier, 1876 ein Synonym für den Horussegler (Apus horus (Heuglin, 1869))
- Anthus pyrrhonotus Sharpe & Bouvier, 1877 ein Synonym für die Stelzenpieper (Anthus pallidiventris Sharpe, 1885)
- Euryocnemis Bouvier, 1877 ein Synonym für die Gattung Eriocnemis Reichenbach, 1849
- Jerax Bouvier, 1877 ein Synonym für die Gattung Microhierax Sharpe, 1874
- Lophotriorchis lucani Sharpe & Bouvier, 1877 ein Synonym für den Fleckenadler (Hieraaetus ayresii (Gurney, 1862))
- Gorilla mayêma Alix & Bouvier, 1877 ein Synonym für den Westlichen Gorilla (Gorilla gorilla (Savage, 1847))

## Dedikationsnamen
George Ernest Shelley ehrte ihn 1877 im wissenschaftlichen Namen des Braunbauch-Nektarvogels (Cinnyris bouvieri). Richard Bowdler Sharpe widmete ihm 1875 den Namen der Marmorfischeule (Scotopelia bouvieri). Bocourt nannte 1870 den Kapverdischen Halbfingergecko  (Hemidactylus bouvieri) nach ihm.
Außerdem findet sich sein Name in der Pennant-Stummelaffe-Unterart Piliocolobus pennantii bouvieri (Rochebrune, 1887).
Anolis Bouvierii Bocourt, 1873 wird heute als Synonym der Ortonisaumfingerechse (Anolis ortonii Cope, 1868) betrachtet. 1880 widmete ihm der Bryologe Marie Jules Octave Jullien (1842–1897) eine bis heute nicht ifdentifizierte Oceaniidae-Art namens Filellum bouvieri.

## Publikationen (Auswahl)
- Catalogue des collections ornithologiques en vente chez A. Bouvier 55 Quai des Grands-Augustine, 55 Classification G. R. Gray (Hand-list of Birds, 1869–71). A. Bouvier, Paris 1874 (biodiversitylibrary.org).
- Catalogue géographique des oiseaux recueillis par M. M. A. Marche et Mis de Compiègne comprenant les pays suivants: Sénégal, Gambie, Cazamance, Sierra-Leone, Bonny, Vieux-Calabar, Cap Lagos, Fernando-Po, Principe, Gabon, Fernand-Vaz et rivère Ogooué, pendant les anées 1972–74. Plon & Co, Paris 1876 (bnf.fr).
- mit Richard Bowdler Sharpe: Études d'ornithologie africaine Catalogue d'une collection recueillie à Landana et Chinchonyo (Congo) par M. Louis Petit, pendant les mmois de janvier, février, mars et avril 1876. In: Bulletin de la Société zoologique de France. Band 1, 1876, S. 36–53 (biodiversitylibrary.org).
- Le Barbican à ventre rose Pogonorhynchus levailllantii (Note rectificative u sujet du Pogonorhynchus eogaster). In: Bulletin de la Société zoologique de France. Band 2, 1877, S. 77–77 (biodiversitylibrary.org).
- Description de trois oiseaux de la cote occidentale d'afrique. In: Bulletin de la Société zoologique de France. Band 1, 1876, S. 228–229 (biodiversitylibrary.org).
- mit Richard Bowdler Sharpe: Études d'ornithologie africaine Sur les collection recueillies dans la région du Congo par MM. le Dr. A Lucan et L. Petit. Depuis les mois mai jusqu'en septembre. In: Bulletin de la Société zoologique de France. Band 1, 1876, S. 300–314 (biodiversitylibrary.org).
- Faune ornithologique de Kessang (presque de Malacca). In: Bulletin de la Société zoologique de France. Band 2, 1877, S. 292–303 (biodiversitylibrary.org).
- Sur une collection ornithologique de l'Uganda (Rotaume de M'Tesa - Afrique central). In: Bulletin de la Société zoologique de France. Band 2, 1877, S. 437–459 (biodiversitylibrary.org).
- mit Pierre Henri Edmond Alix: Sur un nouvel Anthropoide (Gorilla Mayêma). In: Bulletin de la Société zoologique de France. Band 2, 1877, S. 488–490 (französisch, biodiversitylibrary.org).
- mit Richard Bowdler Sharpe: Études d'ornithologie africaine Nouvelle liste d'oiseaux recueillis dans la région du Congo par MM. le Dr. A. Lucas et L. Petit de Septembre 1876 à Septembre 1877. Band 2, 1877, S. 470–481 (biodiversitylibrary.org).* mit Richard Bowdler Sharpe: Études d'ornithologie africaine Nouvelle liste d'oiseaux recueillis dans la région du Congo par MM. le Dr. A. Lucas et L. Petit de Septembre 1876 à Septembre 1877. Band 3, 1878, S. 73–80 (biodiversitylibrary.org).
- Diagnoses d'espèces nouvelles Perodicticus edwardsi. In: Guide du naturaliste, revue bibliographique des sciences naturelles. Band 1, 1879, S. 10.
- Tableau synoptique des Corvidés européens. In: Guide du naturaliste, revue bibliographique des sciences naturelles. Band 1, 1879, S. 11.
- Tableau des Paridés (Mésanges) européens. In: Guide du naturaliste, revue bibliographique des sciences naturelles. Band 1, 1879, S. 27.
- Nouveau piège pour prendre les Reptiles. In: Guide du naturaliste, revue bibliographique des sciences naturelles. Band 1, 1879, S. 79.
- Des anthropoïdes, et de la difficulté actuelle de leurs études. In: Guide du naturaliste, revue bibliographique des sciences naturelles. Band 1, 1879, S. 90.
- Tableau des Grimpeurs européens. In: Guide du naturaliste, revue bibliographique des sciences naturelles. Band 1, 1879, S. 124.
- Chasse aux lépidoptères nocturnes (emploi du magnésium.). In: Guide du naturaliste, revue bibliographique des sciences naturelles. Band 2, 1880, S. 56.
- Les animaux de la France, étude générale de toutes nos espèces condsidérées au point de vue utilitaire. Vertébrés. Nr. 1. Au Musée des Faunes Francaises, Paris 1886 (biodiversitylibrary.org).
- Les mammifères de la France - Étude générale des toutes nos espèces considerées au point devue utilitaire. Georges Carré, Paris 1891 (biodiversitylibrary.org).
- Sur les Oiseaux et les œufs lumineux anciennement signalés. In: Revue française d'ornithologie. Band 2, Nr. 14, 1910, S. 220 (biodiversitylibrary.org).
- Le Vautour arrian et ses œufs. In: Revue française d'ornithologie. Band 2, Nr. 15, 1910, S. 225–231 (biodiversitylibrary.org).
- Johann Friedrich Naumann, Übersetzung und Erweiterung Bouvier: Iconographie d'oiseaux d'Europe et leurs oeufs. Edition française de 413 planches coloriées, destinée à servir d'Atlas à l'Ornithologie européenne de Degland et Gerbé, à l'Avifauna italica d'Enzio Hileyer Giglioli, à l'ornithologie Andaluza y de España de Gansez et aussi aux Aves da péninsule Iberica e de Portugal de Paulino d'Oliviera, avec références aux noms anglais de H.E. Dresser, aux noms allemands de Naumann et à l'Hand-list of Birds de Georges Robert Gray. Edition française Auflage. Band 1. Librairie Scientifique A. Hermann et fils, Paris 1910.
- Johann Friedrich Naumann, Übersetzung und Erweiterung Bouvier: Iconographie d'oiseaux d'Europe et leurs oeufs. Edition française de 413 planches coloriées, destinée à servir d'Atlas à l'Ornithologie européenne de Degland et Gerbé, à l'Avifauna italica d'Enzio Hileyer Giglioli, à l'ornithologie Andaluza y de España de Gansez et aussi aux Aves da péninsule Iberica e de Portugal de Paulino d'Oliviera, avec références aux noms anglais de H.E. Dresser, aux noms allemands de Naumann et à l'Hand-list of Birds de Georges Robert Gray. Edition française Auflage. Band 2. Librairie Scientifique A. Hermann et fils, Paris 1910.
- Johann Friedrich Naumann, Übersetzung und Erweiterung Bouvier: Iconographie d'oiseaux d'Europe et leurs oeufs. Edition française de 413 planches coloriées, destinée à servir d'Atlas à l'Ornithologie européenne de Degland et Gerbé, à l'Avifauna italica d'Enzio Hileyer Giglioli, à l'ornithologie Andaluza y de España de Gansez et aussi aux Aves da péninsule Iberica e de Portugal de Paulino d'Oliviera, avec références aux noms anglais de H.E. Dresser, aux noms allemands de Naumann et à l'Hand-list of Birds de Georges Robert Gray. Edition française Auflage. Band 3. Librairie Scientifique A. Hermann et fils, Paris 1910.
- Johann Friedrich Naumann, Übersetzung und Erweiterung Bouvier: Iconographie d'oiseaux d'Europe et leurs oeufs. Edition française de 413 planches coloriées, destinée à servir d'Atlas à l'Ornithologie européenne de Degland et Gerbé, à l'Avifauna italica d'Enzio Hileyer Giglioli, à l'ornithologie Andaluza y de España de Gansez et aussi aux Aves da péninsule Iberica e de Portugal de Paulino d'Oliviera, avec références aux noms anglais de H.E. Dresser, aux noms allemands de Naumann et à l'Hand-list of Birds de Georges Robert Gray. Edition française Auflage. Band 4. Librairie Scientifique A. Hermann et fils, Paris 1910.
- Sur l'existence de la Pie bleue dans les Pyrénées orientalales. In: Revue française d'ornithologie. Band 3, Nr. 46, 1913, S. 31 (biodiversitylibrary.org).
- Une addition à l'avifaune parisienne. In: Revue française d'ornithologie. Band 5, 1918, S. 270–271 (biodiversitylibrary.org).